# 反日種族主義
『反日種族主義』（はんにちしゅぞくしゅぎ、朝鮮語: 반일 종족주의）は、大韓民国の落星台経済研究所である李栄薫、金洛年、金容三、朱益鐘、鄭安基、李宇衍が著述した書籍である。2019年7月10日未来社（韓国の出版社 미래사。日本の未来社とは無関係）から出版され、副題は「大韓民国危機の根源（대한민국 위기의 근원）」。内容は「日帝下徴用等強制動員・日本軍慰安婦被害者・独島領有権」となっており、日本の朝鮮統治時代に対する韓国人の反日的な通念を真っ向から否定しており、韓国で11万部売り上げる、ベストセラーとなっている。

## タイトル
李栄薫は、この本をタイトルを民族主義ではなく種族主義に決めた理由について、「西洋で発生した民族主義は中性的な普遍主義を超えて地方の言語や文化に基づいている。自由人、自由な個人の新しい共同体意識がまさに民族主義である」と主張し、「韓国の民族主義は、それ自体が一つの人格を持つ集団であり、権力であり身分である。そのため、民族主義とは言えない。種族主義と見るのが正しい」と説明した。

## 日本語版
ハンギョレ新聞の2019年8月25日付（日本語訳は8月26日に公開）の記事によると、本を出版した未来社のコ・ヨンレ代表が日本の出版社2〜3社、韓国のエージェンシー3〜4社から日本語版の出版権について問い合わせがあったと話しており、本の著作権は李にあるため、李に問い合わせるよう返信したという。李が会長を務める李承晩学堂の関係者は日本語版の出版について文藝春秋と契約することを検討しているとコメントした。
文藝春秋は『文春ムック』2019年9月26日発売号で共著者である李宇衍研究員のインタビュー記事を掲載した。同年10月10日発売の『文藝春秋』2019年11月号では、日本語翻訳版を『反日種族主義 日韓危機の根源』の題名で11月14日に発売することを発表し。産経新聞ソウル駐在特別記者の黒田勝弘を聞き手として「「反日種族主義」と私は闘う」と題した李栄薫教授へのインタビュー記事を連載した。また、同日発売の『中央公論』2019年11月号では産経新聞のソウル特派員の豊浦潤一記者を聞き手に「私が『反日種族主義』を書いた理由」の題でインタビュー記事を掲載した。

## 販売
朝鮮語版は、8月11日時点のYES24総合ベストセラー1位を記録し、教保文庫（オンオフライン統合）では10日、総合ベストセラー1位を記録した。アラジンでも10日、総合ベストセラー1位を記録した。
日本語版は、2019年（令和元年）10月22日の時点で、Amazon.co.jpにおいて、「朝鮮半島のエリアスタディ」、「韓国・朝鮮史」、「戦争関連」の各売れ筋ランキングで1位を記録した。同年11月2日の時点で、Amazon.co.jpにおいて、「社会学概論」、「韓国・朝鮮史」、「イデオロギー」の各売れ筋ランキングで1位を記録した。同年11月28日の時点で、Amazon.co.jpにおいて、「本」の 売れ筋ランキングで1位を記録した。

## 評価

### 韓国
政治家の曺国はFacebookを通して、この本が「日帝植民支配期間に強制動員と食糧収奪、 慰安婦性奴隷化等反人権的、反人倫的蛮行はなかったと主張している」とし「へどが出る本」と非難した。李栄薫は、曺國の非難に対して、「言及する価値すらない卑劣な者たちの宣伝扇動に過ぎない」と反応した。 また「果たして曺國教授が本を読んでみて、その話をしたのか」とし「本の論理と実証に対し分析し、それを批判してこそ学者的批判」と反駁した。
検察官の洪準杓は、Facebookを通して、この本が「土地調査事業、鉄杭、慰安婦問題等、私達の常識にはずれて、むしろ日本の植民史観主張と合う物ではないか」とし「保守右派の基本の考えにもはずれる内容」と指摘して、「なぜこの本を保守YouTuberが上げるのか理解できない」と評価した。
2019年12月18日、共著者の1人である落星台経済研究所李宇衍が、ソウルの日本大使館前で開かれていた日本政府糾弾集会の中止と慰安婦像の撤去を求め、数十メートル離れた歩道で数人の支援者と集会を開いていたところ、糾弾集会参加者の男に突然素手で襲われた。男は警備中の警察官に制止されたものの、「こいつ（李）を殺しに来た！」と何度も叫んだ。李は他にも「おまえはゴミだ！」「いくら日本からカネをもらったんだ」などの罵声を浴びたが、「むしろ我々の主張に社会の関心が集まっている」として、今後も集会を続ける意向を示した。
なお、2019年12月から2020年1月にかけて華城市、平沢市、光明市の公立図書館が「国民情緒に反する」として本書の閲覧制限に踏み切り、他の自治体にも追随の動きがあると報じられている。ただ
文在寅大統領が去った近年では、当書籍の浸透もあり反日の虚構が次々と暴かれつつある。

### 日本
産経新聞記者の河村直哉は、著者には韓国内での批判を覚悟の上で事実と誠実に向き合う姿勢が見られるとして、敬意を表した。一方で、日本人が反韓・嫌韓といった次元で、日本を正当化する目的のみで本書を利用してはならないとも述べた。
和田春樹は『世界』2020年5月号pp.225-231で、慰安婦問題に関して、著者の過去との言動の相違や、共著者同士での言動相違を指摘した。また、日本国内でなぜ売れるのかについて疑問であるとし、「韓国人・朝鮮人が日本の植民地支配を免罪して、忘れるときは永遠にこないだろう」と結論した。
渡辺利夫は、「本書はひょっとしたら韓国を変えるのかもしれない。日本人の韓国理解に転機をもたらすのではないか」として、「運命の半島という表現が私の頭をよぎる。この半島にあってまっとうな歴史認識にまで到達しようと格闘する知識人の文明批評は実に過酷である」「言説は実に果敢である。フィールドワークによる各地の資料の収集、これにもとづく徹底的な実証が教授の研究の真骨頂である」「真実に徹底的に向き合うことがアカデミズムのすべてだという教授の信条は、日本の温和で穏やかなアカデミズムの世界では想像もできないほどの勇気を要する。李教授ならびに李教授の下に集った執筆グループの憂国の思いに頭を垂れる」「その衝撃的な言説に心安らかにはいられない」と評している。

## 書誌情報
- 李栄薫; 金洛年; 金容三; 朱益鐘; 鄭安基; 李宇衍 (2019-07-10), 반일 종족주의 대한민국 위기의 근원, 大韓民國: 未來社, ISBN 978-89-7087-326-8, OCLC 1112360280
- 李栄薫 編著『反日種族主義 日韓危機の根源』文藝春秋、2019年11月15日。ISBN 978-4-16-391158-8。

- 文春文庫、2022年3月。各・久保田るり子解説、ISBN 978-4-16-791849-1。

## 関連文献
- 『文藝春秋が見続けた　呪われた日韓関係』文藝春秋〈文春ムック〉、2019年9月26日。ISBN 978-4-16-008694-4。
  - 李宇衍、赤石晋一郎「『反日種族主義』研究委員が覚悟の告発　徴用工判決は歴史の捏造だ」、26-33頁。
- 久保田るり子「朝鮮半島薮睨み 特別版 「反日種族主義」こそ韓国の危機の根源だ」『正論』第576号、産経新聞社、2019年10月、35-40頁。
- 李栄薫、黒田勝弘「「反日種族主義」と私は闘う　慰安婦問題を放置すれば大韓民国は崩壊する」『文藝春秋』第97巻第11号、文藝春秋、2019年11月、108-114頁。
- 李栄薫「「日本は悪」では韓国に未来はない　私が『反日種族主義』を書いた理由」『中央公論』第133巻第11号、中央公論新社、2019年11月、64-69頁。
- 『文藝春秋オピニオン　2020年の論点100』文藝春秋〈文春ムック〉、2019年11月。ISBN 978-4-16-008697-5。
  - 李宇衍「韓国人学者の告発　「徴用工判決」は韓国の歴史歪曲だ」、66-69頁。
- 金容三、鄭安基、朱益鍾、黒田勝弘「日韓断絶の元凶 ついに韓国の歴史家が決起した! 「反日種族主義」を追放せよ」『文藝春秋』第97巻第12号、文藝春秋、2019年12月、94-105頁。
  - 朱益鍾「徴用工、慰安婦……なぜ歪曲がまかり通る」
  - 鄭安基「親日派清算と風水神話……オカルト化した反日運動」
  - 金容三「「賠償!賠償!」……終わりなき対日要求」
- 岩田温「『反日種族主義』は韓国人の呪縛を解くか」『WiLL』第181号、ワック・マガジンズ、2020年1月1日、256-265頁。
- 李栄薫、荒木信子、久保田るり子、西岡力「特集　『反日種族主義』があぶり出したもの」『正論』通巻581号、産経新聞社、2020年2月、151-164頁。
  - 李栄薫「韓国人が患っている病を知らせた方がいい　日本記者クラブ講演録」、145-150頁。
  - 荒木信子「韓国の歴史認識に寄りかかっていいのか」、151-156頁。
  - 久保田るり子「左派メディアの歯ぎしり　連載特別版」、157-164頁。
- 久保田るり子『反日種族主義と日本人』文藝春秋〈文春新書〉、2020年4月20日。ISBN 978-4-16-661258-1。
- 李栄薫編著『反日種族主義との闘争』文藝春秋、2020年9月。ISBN 978-4-16-391259-2
- 朱益鍾『反日種族主義 「慰安婦問題」最終結論』文藝春秋、2024年6月。ISBN 978-4-16-391858-7